# Maria Albin Boniecki
Maria Albin Bończa-Boniecki (ur. 8 stycznia 1908 w Trąbkach, zm. 4 listopada 1995 w Tulsa), ps: "Mar", "Antoni", "Adam" – polski rzeźbiarz.

## Życiorys
Był synem Antoniego deportowanego w 1913 na Syberię, matka Stanisława z domu Zajpold, postanowiła razem z dziećmi dołączyć się
do męża. Po zamęcie rewolucji październikowej i po wielkich perypetiach, rodzina wróciła na teren Polski w 1921.
Ukończył Gimnazjum Kazimierza Kulwiecia w Warszawie, studiował na Akademii Sztuk Pięknych w Warszawie, w pracowni rzeźby prof. Tadeusza Breyera.
Po wybuchu II wojny światowej z kategorią "C” jako ochotnik zgłosił się do służb sanitarnych. Ciężko ranny (postrzał czaszki) 27 września 1939 w Piaskach Luterskich w województwie lubelskim. Po zakończeniu kampanii wrześniowej leczony w wojskowym Szpitalu Ujazdowskim w Warszawie. brał udział w konspiracji wstąpił do Służby Zwycięstwu Polski. Aresztowany przez Gestapo 7 października 1942 znalazł się na Pawiaku skąd został przeniesiony do Majdanka (nr. obozowy 4061). 17 września 1943 zwolniony z obozu i dostał się do Warszawy gdzie odnowił kontakty konspiracyjne. Brał udział w Powstaniu. Po powstaniu znalazł się w niewoli, był w więziony w Lamsdorf, Gross Born oraz w Sandbostel skąd byli wyzwoleni przez Brytyjczyków.
Po wojnie wyjechał do Paryża. Tam pobrał się z Krystyną Binental, córką muzykologa, Leopolda Binentala i także artystką. Tam dalej tworzyli, między innymi zabawki dla dzieci. W 1957 r. z żoną emigrowali do Stanów Zjednoczonych, gdzie początkowo mieszkali w Denver a następnie, w Tulsie. Zmarł w wieku 87 lat. Pochowany został w Rose Hill Cemetery and Memorial Park, Tulsa, Oklahoma.

## Wystawy
- "Mistrzowie Polskiej Sztuki", Muzeum Narodowe w Warszawie
- W Ratuszu, Bielsko-Biała
- "Esposizione Internazionale di Arte Sacra", Pontifica Academia del Pantheon, Roma
- International House, Denver
- Englewood State Bank, Englewood
- "Millenium of Poland", Colorado University, Boulder
- Creative Art Gallery, Denver, Colorado

## Wybór prac

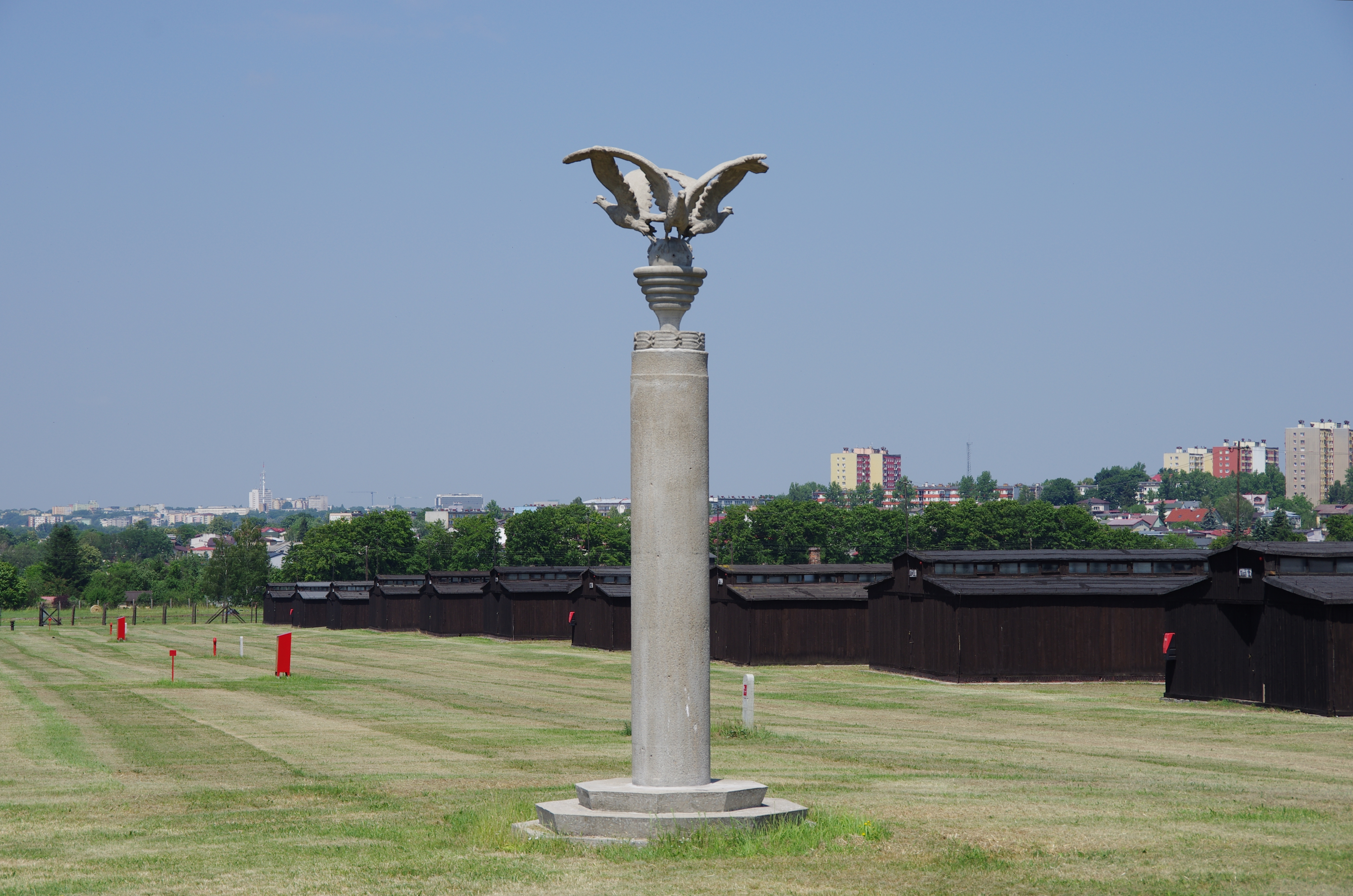
Muzeum na Majdanku, Trzy Orły Albina Bonieckiego

- Żaba, Państwowe Muzeum na Majdanku[8]
- Żółw, Muzeum na Majdanku
- Trzy Orły, Muzeum na Majdanku (pierwotna rzeźba stanęła w maju 1943 zniszczona po wyzwoleniu obozu, rekonstrukcji dokonano w 2013)
- Jaszczur, Muzeum na Majdanku
- Zwiastowanie Pańskie, Polski Kościół w Rzymie
- Uczczenie Marie Joseph de La Fayette, Civic Center, Denver, Kolorado, dar Alliance française[9]
- Franciszek z Asyżu, Muzeum w Rzymie (model)
- Foka z rybami, przed szpitalem dziecięcym w Lublinie[3]

## Odznaczenia
- Krzyż Walecznych (Londyn, 19 marca 1942)[1]
- Krzyż Walecznych (9 września 1944)[1]
- W 1944 podany do odznaczenia Krzyżem Virtuti Militari V klasy[1]